# Uwe Lang (Herausgeber)

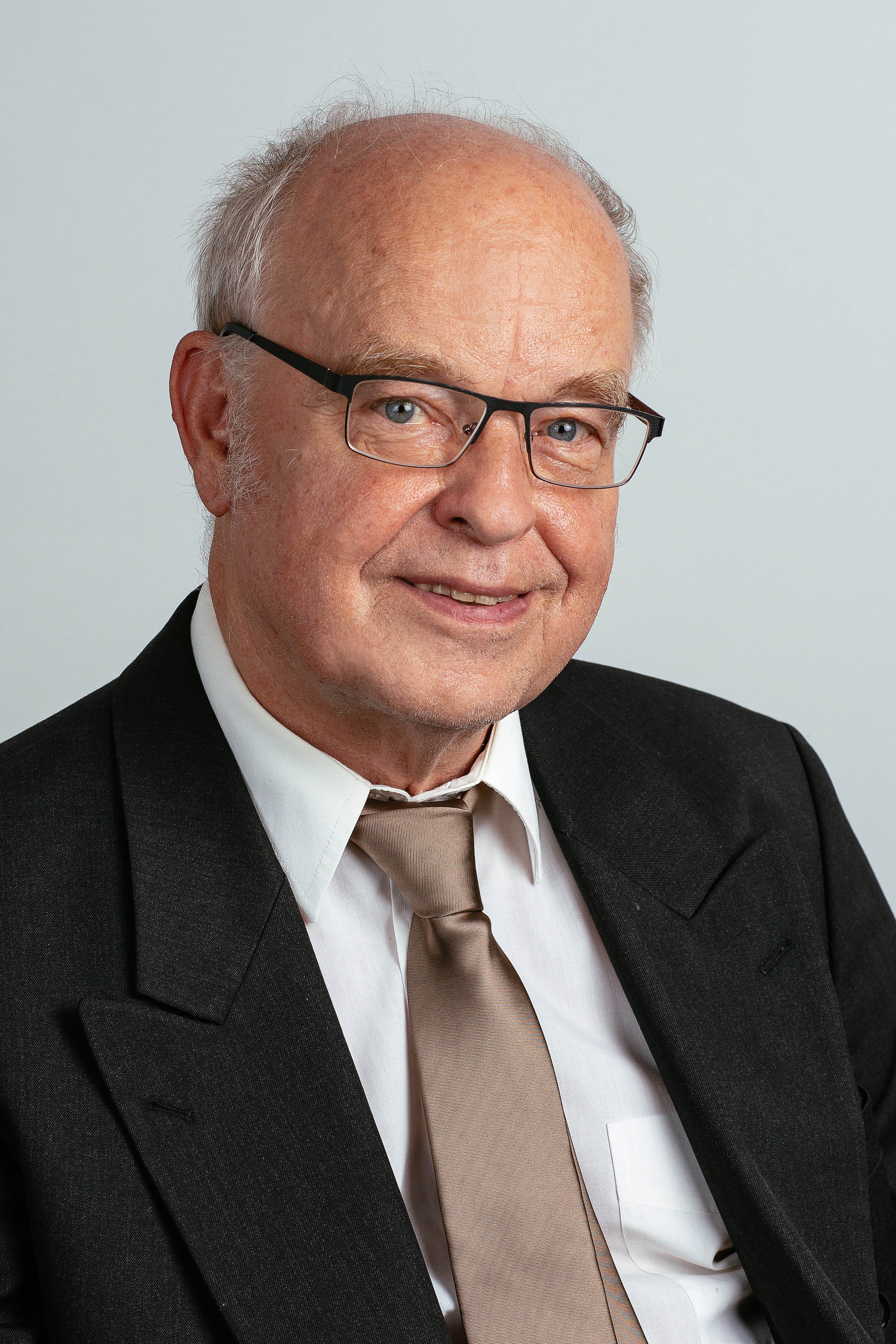
Uwe Lang

Uwe Lang (* 4. Oktober 1943 in Augsburg; † 5. Juni 2025) war ein deutscher Finanzmarkt- und Börsenexperte, Buchautor und Herausgeber des seit 1987 erscheinenden Börseninformationsdienstes Börsensignale. Durch seine langjährige Tätigkeit als evangelischer Pfarrer ist er in der Öffentlichkeit bekannt als der „Börsenpfarrer“.

## Leben
Uwe Lang ist der älteste Sohn einer schwäbischen Kaufmannsfamilie. Nach dem Besuch der Volksschule und des Holbein-Gymnasiums Augsburg, studierte er von 1964 bis 1970 an den Universitäten Augustana-Hochschule Neuendettelsau, der Friedrich-Alexander-Universität Erlangen-Nürnberg und der Ludwig-Maximilians-Universität München die Studienfächer Theologie, Pädagogik und Philosophie. Mit dem Abschluss des 1. Theologischen Examen 1970 folgte die praktische Vorbereitungszeit, das Vikariat, für die spätere Tätigkeit als evangelischer Pfarrer bis 1974 in Gefrees/Oberfranken. Nach dem Abschluss des 2. Theologischen Examen hat Lang von 1974 bis 1979 als Gymnasiallehrer für evangelische Religionslehre in Starnberg gearbeitet. Von 1979 an bis zu seinem Abschied aus dem aktiven Kirchendienst 1992 war Lang als evangelischer Pfarrer in Leipheim/Bayern tätig. Lang lebte zuletzt in der Nähe von Augsburg, war seit 1969 verheiratet und Vater von zwei Töchtern.
Bereits seit seiner Studienzeit widmete sich Lang intensiv dem Börsengeschehen. Als passionierter Schachspieler (1975/76 Augsburger und Schwäbischer Vizemeister) reizte ihn, die strategischen Zusammenhänge an den Finanzmärkten zu erkennen, zu analysieren und in konkrete Handelssysteme umzusetzen. 1986 veröffentlichte er sein erstes Buch im Campus-Verlag mit dem Titel Der Aktien Berater, welches in den Folgejahren 14 Auflagen erreichte. Börsen-Altmeister André Kostolany urteilte über dieses Buch: „Sehr gut, sehr lesenswert, brauchbarer als Dutzende andere Bücher über die Börse, abgesehen von meinen eigenen“. Das zweite Buch erschien 1988 mit dem Titel Der Börsen Berater. Seither hat Lang insgesamt zehn Bücher über die Börse und Anlagestrategien geschrieben. Das neuste Werk So geht Vermögensaufbau an der Börse erschien im Juni 2025.
1987 begann Lang, zunächst nur für einen kleinen Kreis, einen Rundbrief zu schreiben, in dem er die Lage an den Finanzmärkten einschätzte und konkrete Handelsanweisungen gab. Aufgrund seiner Analysen empfahl Lang seinen Lesern im August 1987, kurz vor dem Börsencrash des 19. Oktober 1987, der in die Geschichte als Schwarzer Montag einging, alle Aktien zu verkaufen. 1988 veröffentlichte Der Spiegel in seiner Ausgabe vom 29. Februar unter der Überschrift „Geschick und Glück“ einen Artikel über Finanzprofis, die diesen Crash vorausgesehen hatten. Lang wurde hier als einer der neuen „Gurus“ des Geldgewerbes bezeichnet. Das hatte zur Folge, dass es zu einer großen Nachfrage seines Rundbriefes kam, der dann ab Mai 1988 als Börsensignale veröffentlicht und einem breiten Publikum angeboten wurde. Wegen seines Erfolgs entschied sich Lang 1992, aus dem aktiven Kirchendienst auszutreten. Von da an konzentrierte er sich auf die Arbeit in seiner im gleichen Jahr gegründeten Wertpapierberatung, die 2004 in die Schweizer Vermögensverwaltung Swissinvest Luzern/Weggis integriert wurde, für die Lang bereits als Berater tätig war. Seit 2004 war Lang Partner der Swissinvest Vermögensverwaltung und veröffentlichte von hier aus die Börsensignale gemeinsam mit seinem Schweizer Partner Klaus Haidorfer. Dieser Börsenbrief erscheint 14-täglich jeweils montags mit einem Umfang von 16 Seiten. Für 800 Unternehmen veröffentlicht er die Relative Stärke nach dem Konzept von Uwe Lang.

## Anlagegrundsätze
Lang verfolgte in seinen Studien und Veröffentlichungen dem Value Investing und der Trendfolgestrategie. Bereits in seinen ersten Veröffentlichungen sprach er sich für ein strategisches Herangehen an der Börse aus. Zitat aus dem Buch Der Aktien Berater von 1986: „Sowohl Börsenhandel als auch Schachspielen sind der Versuch, durch eine planvolle Strategie gewisse Unwägbarkeiten in den Griff zu bekommen“.
Langs Strategie beruht auf drei Säulen. Der erste und wichtigste Ansatz ist die Bestimmung der aktuellen Lage der Welt-Aktienmärkte, um daraus Kauf- oder Verkaufsentscheidungen abzuleiten. Hierfür beobachtet und analysiert Lang verschiedene Daten wie die Anleihe- und Währungsentwicklung, die Zins- und Geldmarktentwicklung, die Entwicklungen der Rohstoffmärkte sowie ausgewählte Aktienindizes. Ein zweites Kriterium ist die Bestimmung und das Herausfiltern von Regionen, Branchen und Aktien die einen Auf- oder Abwärtstrend aufweisen. Dies geschieht mithilfe der Relativen Stärke, einer Berechnung der Trendfolge.
Die dritte Säule ist die fundamentale Analyse der Unternehmen. Anders als viele Analysten legt Lang keinen großen Wert auf das Kurs-Gewinn-Verhältnis (KGV), sondern favorisiert hier die Kennzahlen des Kurs-Umsatz-Verhältnis (KUV) und des Kurs-Buchwert-Verhältnis (KBV). Lang vertritt die Meinung, dass anders als beim KGV, wo Gewinne und Buchwerte von einem geschickten Bilanzbuchhalter weitgehend gedehnt, versteckt oder verlagert werden können, bei Umsätzen dies nicht möglich ist. Daher betrachtet er das KUV als die wichtigste und am wenigsten manipulierbare fundamentale Kennziffer zur Aktienanalyse. Hieraus wird die Relative Stärke einer Aktie ermittelt.
Bestätigung seiner Strategie fand Lang in dem 1999 erschienenen Buch des amerikanischen Finanzexperten und Statistikgurus James P. O’Shaughnessy „Die besten Anlagestrategien aller Zeiten“. Hierin untersuchte O’Shaughnessy, anhand umfangreicher Daten, die letzten 45 Jahre der Börsenentwicklung. Er analysierte im Buch alle bekannten Anlagestrategien und stellte ihre Erfolge über vier Jahrzehnte dar. Sein Fazit: Die relative Stärke ist die einzige Wachstumsvariable, die den Markt beständig schlägt, und das KUV stellt einen hervorragenden Erfolgsindikator dar.
In seinen regelmäßigen Veröffentlichungen gelang es Lang mehrfach, die vergangenen Börsencrashs richtig vorherzusagen. So riet er unter anderem beim Krach von 1987 und beim Platzen der Dotcom-Blase 2000 zum Ausstieg bei Aktien. Auch warnte er anlässlich der Finanzkrise vor einer Baisse im Jahr 2008. Zuletzt hat er den deutlichen Anstieg des Dax um über 1000 Punkte von September 2010 bis Anfang 2011 vorhergesagt.
Als Kolumnist publizierte Lang regelmäßig seine Analysen im Smart Investor und im Schweizer Unternehmermagazin KMU KMU-Magazin.

## Veröffentlichungen und TV-Auftritte
Seit vielen Jahren erschienen regelmäßig Veröffentlichungen in den Tages- und Fachzeitschriften über Lang sowie Interviews mit ihm zum aktuellen Marktgeschehen. (u. a. Süddeutsche Zeitung, KMU-Magazin (Schweiz), Report Plus (Österreich), Frankfurter Allgemeine Zeitung, WirtschaftsWoche, Südkurier, Creditreform, Focus-Money, Wirtschaftsblatt (Österreich), Smart Investor, Tages-Anzeiger (Schweiz)).
Lang war häufig zu Gast in verschiedenen TV- und Rundfunksendungen, unter anderem bei ARD-Börse, N24, Deutsches Anleger Fernsehen (DAF), WDR und dem Börsen-Radio-Network (BRN).

## Veröffentlichungen
- Der neue Aktienberater: kritische Empfehlungen für Anfänger und Fortgeschrittene. Campus-Verlag, 2003, ISBN 3-593-36991-5.
- Der Börsen-Berater – Aktien, Devisen, Gold und Renten rechtzeitig kaufen und verkaufen. Aktualisierte Ausgabe. Heyne-Verlag, 1996, ISBN 3-453-11746-8.
- Aktien ohne Stress – mit der Monats-Schluss-Methode in nur einer Stunde im Monat zum Börsenerfolg. Heyne-Verlag, 2000, ISBN 3-453-18199-9.
- Training für die Börse – Börsentrends spielerisch erkennen und richtig nutzen: mit optimalem Timing zum Anlageerfolg. Campus-Verlag, 1998, ISBN 3-593-36073-X.
- Börsenwissen kurz und bündig – die 150 häufigsten Fragen – und 150 geldwerte Antworten. 3., aktualisierte und überarbeitete Auflage. Campus-Verlag, 2009, ISBN 3-593-38811-1.
- (mit Friedhelm Busch, Werner Esser, Werner Schwanfelder): Börsenlexikon. Campus-Verlag, 2000, ISBN 3-593-36567-7.
- Die gefährlichsten Börsenfallen – und wie man sie umgeht. 2., komplett überarbeitete und aktualisierte Auflage. Campus-Verlag, 2007, ISBN 978-3-593-38394-1.
- Die besten Aktienstrategien. Finanzbuch-Verlag, 2005, ISBN 3-89879-112-2.
- Investieren in stürmischen Zeiten – Anlagestrategien für Vorsichtige. Campus-Verlag, 2009, ISBN 978-3-593-38952-3.
- Die Sparer-Fibel – Alle Tipps und Tricks, um Geld richtig anzulegen. Münchner Verlagsgruppe GmbH, 2014, ISBN 978-3-89879-873-0.
- So geht Vermögensaufbau an der Börse. Börsenbuchverlag Kulmbach, 2025, ISBN 978-3-68932-030-0.